# 滿洲國國家足球隊
滿洲國國家足球隊，亦称滿洲足球代表隊，是指滿洲國的足球代表隊。1935年，在“大满洲帝国体育联盟”支持下，滿洲國足球協會於新京（今长春）成立。鼓吹以發展足球運動，提高運動技術水平，振興国民精神為宗旨。由国务总理张景惠担任会长。該会成立後，組建滿洲國國家足球隊，由罗仙樵擔任教练。另一說該隊是於1932年在日本的幫助下創建的。於1945年8月滿洲國滅亡后隨之消失。由於當時在國際社會中，包括美國在內的大多數國家不承認滿洲國，所以滿洲國國家足球隊不被允許加入國際足聯等國際足球組織，因此亦無資格參加由前者組織的國際賽事及世界杯足球賽等。
滿洲國國家足球隊只在1930年代末期至1940年代初期這段時期進行過為數不多的幾場國際比賽，其中有3場是與日本進行的，3戰皆負，總計失16球且1球未進。
满洲国国家足球隊与日本国家足球隊的第一場比賽是參加於1939年9月舉辦的日滿華交歡競技大会（Championship Games of Amity with Japan, Manchukuo, and China）中的足球賽事，是日本組織的一個東亞地區的體育賽事，舉辦目的是為了接替原定于1938年在日本舉辦，但是因中日戰爭爆發而停辦的遠東運動會（East Asian Games）。後兩場比賽是參加分別於1940年和1942年舉辦的東亞競技大會（East Asian Games）中的足球賽事，前一屆是為了慶祝神武天皇即位2,600周年和大東亞共榮圈的創建而舉辦，後一屆是為慶祝滿洲國建國十周年而舉辦。

## 全部國際比賽列表[2][3]
| 球隊   | 比分  | 對手     | 地點                         | 日期          | 賽事                             |
| ------ | ----- | -------- | ---------------------------- | ------------- | -------------------------------- |
| 滿洲國 | 0 – 6 | 日本     | 滿洲國 新京                  | 1939年9月3日  | 日滿華交歡競技大會               |
| 滿洲國 | 不詳  | 中華民國 | 滿洲國 新京                  | 1939年9月?日  | 日滿華交歡競技大會               |
| 滿洲國 | 0 – 7 | 日本     | 日本 東京 明治神宮外苑競技場 | 1940年6月7日  | 紀元二千六百年奉祝東亞競技大会   |
| 滿洲國 | 1 – 1 | 菲律賓   | 日本 西宮市 甲子園球場       | 1940年6月16日 | 紀元二千六百年奉祝東亞競技大会   |
| 滿洲國 | 1 – 0 | 中華民國 | 日本 大阪                    | 1940年6月?日  | 紀元二千六百年奉祝東亞競技大会   |
| 滿洲國 | 不詳  | 蒙疆     | 滿洲國 新京                  | 1942年8月8日  | 滿州国建国十周年慶祝東亞競技大會 |
| 滿洲國 | 1 – 3 | 日本     | 滿洲國 新京                  | 1942年8月9日  | 滿州国建国十周年慶祝東亞競技大會 |
| 滿洲國 | 不詳  | 中華民國 | 滿洲國 新京                  | 1942年8月10日 | 滿州国建国十周年慶祝東亞競技大會 |

## 外部連結
- 満州国の国技は“蹴球”－読売新聞記事より （页面存档备份，存于）（日語）
- Manchuria national football team （页面存档备份，存于）（英語）
- Japan International Matches （页面存档备份，存于）（英語）
- 2600th Anniversary of the Japanese Empire 1940 (Tokyo) （页面存档备份，存于）（英語）